# إيرين دي جونغ
إيرين دي جونغ (بالهولندية: Irene de Jong)‏ هي عالمة لغوية كلاسيكية وأستاذة جامعية هولندية، ولدت في 1957.